# Списък със сериали, излъчвани по Cartoon Network

## Анимационни сериали
| №  | Име                                                 | Премиерна дата    | Крайна дата       | Брой епизоди |
| -- | --------------------------------------------------- | ----------------- | ----------------- | ------------ |
| 1  | Шоуто на Мокси (TV-Y7)                              | 5 декември 1993   | 2 януари 2000     | 24           |
| 2  | Спейс Гоуст: От бряг до бряг (TV-PG) (TV-14)        | 15 април 1994     | 31 май 2008       | 104          |
| 3  | Каква анимация! (TV-Y7)                             | 20 февруари 1995  | 28 ноември 1997   | 48           |
| 4  | Лабораторията на Декстър (TV-G)                     | 28 април 1996     | 20 ноември 2003   | 78           |
| 5  | Джони Браво (TV-Y7)                                 | 7 юли 1997        | 27 август 2004    | 67           |
| 6  | Крава и пиле (TV-Y7)                                | 15 юли 1997       | 24 юли 1999       | 52           |
| 7  | Аз съм невестулка (TV-Y7)                           | 29 юли 1997       | 16 септември 1999 | 79           |
| 8  | Реактивните момичета (TV-Y7-FV)                     | 18 ноември 1998   | 25 март 2005      | 79           |
| 9  | Ед, Ед и Еди (TV-Y7)                                | 4 януари 1999     | 8 ноември 2009    | 70           |
| 10 | Кураж, страхливото куче (TV-Y7)                     | 12 ноември 1999   | 22 ноември 2002   | 52           |
| 11 | Майк, Лу и Ог (TV-G)                                | 12 ноември 1999   | 18 август 2000    | 26           |
| 12 | Овца в големия град (TV-Y7)                         | 4 ноември 2000    | 7 април 2002      | 27           |
| 13 | Екип във времето (TV-Y7)                            | 8 юни 2001        | 26 ноември 2003   | 26           |
| 14 | Самурай Джак (TV-Y7-FV)                             | 10 август 2001    | 25 септември 2004 | 52           |
| 15 | Грим и Зъл (TV-Y7) (TV-Y7-FV)                       | 24 август 2001    | 18 октомври 2002  | 13           |
| 16 | Какво стана с Робот Джоунс? (TV-Y7)                 | 19 юли 2002       | 14 ноември 2003   | 14           |
| 17 | Кодово име: Съседските деца (TV-Y7)                 | 1 ноември 2002    | 21 януари 2008    | 81           |
| 18 | Страховитите приключения на Били и Манди (TV-Y7-FV) | 13 юни 2003       | 9 ноември 2007    | 78           |
| 19 | Зъл Кон Карне (TV-Y7-FV)                            | 11 юли 2003       | 22 октомври 2004  | 15           |
| 20 | Мегас ХЛР (TV-Y7-FV)                                | 1 май 2004        | 15 април 2005     | 26           |
| 21 | Домът на Фостър за въображаеми приятели (TV-Y7)     | 13 август 2004    | 3 май 2009        | 79           |
| 22 | Хай Хай Пъфи Ами Юми (TV-Y7)                        | 19 ноември 2004   | 27 юни 2006       | 39           |
| 23 | Животът и приключенията на Джунипър Лий (TV-Y7-FV)  | 30 май 2005       | 9 април 2007      | 40           |
| 24 | Лагерът Ласло (TV-Y7)                               | 8 юли 2005        | 27 март 2008      | 61           |
| 25 | Най-добрият ми приятел е маймуна (TV-Y7)            | 26 декември 2005  | 27 ноември 2008   | 67           |
| 26 | Бен 10 (TV-Y7-FV)                                   | 27 декември 2005  | 15 април 2008     | 52           |
| 27 | Момчето с катерицата (TV-Y7)                        | 27 май 2006       | 27 септември 2007 | 26           |
| 28 | Випуск 3000 (TV-Y7)                                 | 3 ноември 2006    | 25 май 2008       | 26           |
| 29 | Вън от главата на Джими (TV-Y7-FV)                  | 14 септември 2007 | 29 май 2008       | 20           |
| 30 | Чаудър (TV-Y7-FV)                                   | 2 ноември 2007    | 7 август 2010     | 49           |
| 31 | Трансформърс: Анимирани (TV-Y7-FV)                  | 26 декември 2007  | 23 май 2009       | 42           |
| 32 | Бен 10: Извънземна сила (TV-Y7-FV)                  | 18 април 2008     | 26 март 2010      | 46           |
| 33 | Невероятните неприключения на Флапджак (TV-Y7-FV)   | 5 юни 2008        | 31 август 2010    | 46           |
| 34 | Секретните Сатърдей (TV-Y7-FV)                      | 3 октомври 2008   | 30 януари 2010    | 36           |
| 35 | Време за приключения (TV-PG)                        | 5 април 2010      | 25 август 2018    | 26           |
| 36 | Бен 10: Ултра извънземен (TV-Y7-FV)                 | 23 април 2010     | 31 март 2012      | 32           |
| 37 | Генератор Рекс (TV-PG)                              | 23 април 2010     | 3 януари 2013     | 33           |
| 38 | Обикновено шоу (TV-PG)                              | 6 септември 2010  | -                 | 30           |
| 39 | Сим-Бионичен Титан (TV-PG-V)                        | 17 септември 2010 | 9 април 2011      | 20           |
| 40 | Роботоми (TV-PG-V)                                  | 25 октомври 2010  | 24 януари 2011    | 10           |
| 41 | Решавачите на проблеми (TV-PG)                      | 4 април 2011      | -                 | 11           |
| 42 | Невероятният свят на Гъмбол (TV-Y7-FV)              | 9 май 2011        | -                 | 40           |

### Игрални сериали
| № | Име                                  | Премиерна дата    | Крайна дата       | Брой епизоди |
| - | ------------------------------------ | ----------------- | ----------------- | ------------ |
| 1 | Спейс Гоуст: От бряг до бряг (TV-PG) | 15 април 1994     | 31 май 2008       | 110          |
| 2 | Вън от главата на Джими (TV-Y7)      | 14 септември 2007 | 29 май 2008       | 20           |
| 3 | Другата страна (TV-PG)               | 17 юни 2009       | 22 ноември 2009   | 19           |
| 4 | БрейнРъш (TV-PG)                     | 20 юни 2009       | 22 юли 2009       | 6            |
| 5 | Разруши построи разруши (TV-PG)      | 20 юни 2009       | -                 | 22           |
| 6 | Пич, какво ще стане? (TV-PG)         | 19 август 2009    | -                 | 22           |
| 7 | Боб'и казва (TV-PG)                  | 19 август 2009    | 23 септември 2009 | 6            |
| 9 | Тауър Преп (TV-PG)                   | 16 октомври 2010  | 2011              | 13           |

## Cartoon Network Ко-продукции

### Европейски ко-продукции
| № | Име                       | Премиерна дата  | Крайна дата       | Бележки                                                                              |
| - | ------------------------- | --------------- | ----------------- | ------------------------------------------------------------------------------------ |
| 1 | Изпратен в космоса (TV-G) | 2002            | 2005              | Не е излъчвано в САЩ.                                                                |
| 2 | Близнаците Крамп (TV-Y7)  | 2 февруари 2002 | 12 август 2006    |                                                                                      |
| 3 | Роботбой (TV-Y7-FV)       | 1 ноември 2005  | 27 септември 2008 |                                                                                      |
| 4 | Скатууни (TV-Y7)          | октомври 2006   | 10 февруари 2008  | Не е излъчвано в САЩ.                                                                |
| 5 | Елиът Хлапето             | 3 март 2008     | 28 декември 2008  | Само по Cartoon Network (България) и Cartoon Network (Европа). Не е излъчвано в САЩ. |

## Текущи сериали
Това е списък с текущите сериали по Cartoon Network, заедно с рейтинга на шоуто и премиераната му дата по Cartoon Network. (HD) показва, че шоуто се разпространява в HD по Cartoon Network HD и не се разпъва на формат 16x9. Шоута с * в края се излъчват с нови епизоди.

### Оригинални анимации
- Време за приключения (5 април 2010) *
- Бен 10: Ултра извънземен (23 април 2010)*
- Парк шоу (6 септември 2010) *
- Невероятният свят на Гъмбол (9 май 2011) *

### Оригинални игрални сериали
- Разруши построи разруши (20 юни 2009)
- Пич, какво ще стане? (20 август 2009)

### Други сериали
- Батман: Дръзки и смели (14 ноември 2008)
- Бакуган: Грешка в механизма (5 март 2011)
- Бейблейд: Метал фюжън (2010)
- Шоуто на Гарфийлд (2009)
- Дупка в стената (6 октомври 2010)
- Хот Уилс: Бойна сила 5 (2009)
- Джони Тест (2008–)
- Шантавите рисунки (1 октомври 1992 – 3 октомври 2004, 1 януари 2009, 15 ноември 2009 – 17 декември 2009, 1 януари 2010, 14 март 2011–) (TV-G)
- MAD (6 септември 2010)
- Покемон: Черно и бяло (2011)
- Скуби Ду! Мистерия ООД (2010) *
- Междузвездни войни: Войните на клонираните (2008)
- Том и Джери (1 октомври 1992)
- Световно турне „Пълна драма“ (2010–*)
- Млада справедливост (2010)
- Шоуто на Шантавите рисунки (3 май 2011)

## Предишни сериали

### 0 – 9
- 2 глупави кучета (1993 – 2001) (TV-Y7)
- 6найсет (21 октомври 2008 – 4 февруари 2011) (TV-PG-DV)
- 13 призрака на Скби Ду (1994 – 2002) (TV-Y7)

### A-Я
- Часът на Акме (1 октомври 1992 – 2003) (TV-Y7)
- Семейство Адамс (1973) (TV-G) (1995 – 2005)
- Семейство Адамс (1992) (TV-Y7) (1997 – 2001)
- Приключенията на Гъливер (1 октомври 1992 – 31 март 2000) (TV-Y)
- Алвин и чипоносковците (1993 – 2001) (TV-Y)
- Изумителният Чан и Чан Клан (1 октомври 1992 – 31 март 2000) (TV-G)
- Изумителните шпионки! (2010) (TV-Y7-FV)
- Аниманиаци (TV-G) (1997 – 2001)
- Арабски нощи (TV-G) (1 октомври 1992 – 31 март 2000)
- Астробой (TV-Y7-FV) (2007 – 2008)
- Атомна мравка (TV-G) (1 октомври 1992 – 31 март 2000) (TV-G)
- Атомната Бети (TV-Y7) (2004 – 2006) (TV-Y7)
- Оги Дуги и Дуги Тати (1 октомври 1992 – 31 март 2000) (TV-G)
- Банана сплитове (1 октомври 1992 – 31 март 2000) (TV-Y)
- Мечето Барни (1 октомври 1992 – 2003) (TV-G)
- Батман (2005 – 2006; октомври 2009) (TV-Y7-FV)
- Батман отвъд (1 октомври 2001 – 1 август 2002) (TV-Y7-FV)
- Батман: Анимационният сериал (1997 – 2002) (TV-Y7-FV)
- Бакуган: Бойци в действие (2008 – 2009)
- Бакуган: Нова Вестроя (2009 – 2010)
- Бен 10 (27 декември 2005 – 31 декември 2010) (TV-Y7-FV)
- Бийълджус (1997 – 2001) (TV-Y7)
- Бети Буп (1 октомври 1992 – 1998) (TV-G)
- Голяма чанта (1996 – 1998) (TV-G)
- Птицата и галактическото трио (1993 – 1996) (TV-G)
- Шоуто на Боб Клампет (2000 – 2002) (TV-G)
- Боб'и казва (2009) (TV-PG)
- БрейнРъш (2009) (TV-G)
- Вечерното шоу на Бъгс и Дафи (1 октомври 1992 – 1994)
- Шоуто на Бъгс и Дафи (1994 – 1997)
- Бъгс и Дафи (1997 – 2001) (TV-G)
- Шоуто на Бъгс Бъни (1 октомври 1992 – 1997) (TV-G)
- Лагерът Ласло (2005 – 2008 2010)
- Капитан Планета (1993 – 2005) (TV-Y7)
- Топ 5 Картуун Картуун (2002 – 2008) (TV-Y7)
- Картуун Картуун Петъци (1999 – 2003)
- The Cartoon Cartoon Show (2000–юни 2008) (TV-Y7-FV)
- Картуун Картууни (28 април 1996 – 15 януари 2004)
- Нашественици от Cartoon Network (май 2007)
- Световната анимацонна премиера на Cartoon Network (1995)
- Картуун планета (1996 – 31 март 2000)
- Анимационният театър на Cartoon Network (1 януари 1997 – 2007)
- Екстра анимациите на Cartoon Network (1 октомври 1992 – 2004 2009–)
- Cartoon Network Екстра (2004 – 2009)
- Каспър и приятели (1 октомври 1992 – 2006) (TV-G)
- Каспър и ангелите (1 октомври 1992 – 1998) (TV-G)
- Страшното училище на Каспър (2009 – 2010) (TV-Y7)
- Катанога котки (1994 – 31 март 2000) (TV-Y)
- Н' Гу Туана (1996 – 1998) (TV-G)
- КБ Мечета (1995 – 1997) (TV-Y7-FV)
- Центриони (1994 – 1996) (TV-Y7)
- Чаотик (2009 – 2010) (TV-Y7-FV)
- Предизвикателството на губотите (1993 – 1998) (TV-G)
- Шоуто на Чарли Браун и Снупи (1 октомври 1992 – 31 март 2000) (TV-G)
- Чили Уили (1 октомври 1992 – 1998) (TV-G)
- Шоуто на Чък Джоунс (2000 – 2002) (TV-G)
- Клуб „Следа“ (1994 – 1996) (TV-Y7)
- Випуск 3000 (2006 – 2008) (TV-Y7)
- Кодово име: Съседските деца (2002) (TV-Y7)
- Код Лиоко (2003 – 2008) (TV-Y7-FV)
- Кураж, страхливото куче (12 ноември 1999) (TV-Y7)
- Крава и пиле (1997 – 2004, 1 април 2009) (TV-Y7)
- Киборг 009 (2003 – 2005) (TV-Y7-FV)
- Дастардли и Мътли в техните летящи машини (1 октомври 1992 – 2001) (TV-Y)
- Денис Белята (1997 – 2001) (TV-G)
- Лабораторията на Декстър (1996 – 2005, 8 ноември 2010 – 4 март 2011)
- З.А.Р.Ч.Е. (2005) (TV-Y7)
- Чудовища-динозаври (1994 – 1997) (TV-G)
- Драконова топка (2001 – 2003)
- Драконова топка З Каи (1995 – 2001) (TV-Y7-FV), (TV-PG)
- Драконова топка G (2003 – 2005)
- Друпи (1 октомври 1992 – 2003) (TV-G)
- Дък Доджърс (2003 – 2005) (TV-Y7)
- Дъдли Ду-прав (1 октомври 1992 – 2002) (TV-G)
- Елънс Акрес (2006 – 2008) (TV-Y)
- Зъл Кон Карне (2003 – 2007) (TV-Y7-FV)
- Училищна Х.Р.А.Н.А. (1993 – 1997) (TV-G)
- Фантастичната четворка (2 септември 2006 – 20 октомври 2007) (TV-G)
- Фантастичният Макс (?) (TV-G)
- Феликс котката (1 октомври 1992 – 1998) (TV-G)
- Семейство Флинтстоун (1 октомври 1992 – 2 октомври 2004) (TV-G)
- Домът на Фостър за въображаеми приятели (2004 – 2009) (TV-Y7)
- Петъци (3 октомври 2003 – 23 февруари 2007)
- Изпържен динамит (2007 – 2008)
- Фънки фантом (1 октомври 1992 – 31 март 2000) (TV-G)
- G-Force: Защитници от космоса (1995 – 31 март 2000) (TV-Y7-FV), (TV-PG V)
- Гарфийлд и приятели (1995 – 29 април 1999) (TV-G)
- Шоуто на Гари Коман (1 октомври 1992 – 31 март 2000) (TV-G)
- Джордж от джунглата (1992) (TV-G)
- Гигантор (2003, 2005) (TV-Y7-FV), (TV-PG)
- G.I. Joe: Истински американски герой (1 октомври 1992 – 1997) (TV-Y7-FV)
- Годзила (1994 – 31 март 2000) (TV-Y7-FV)
- Гуузбъмпс (1 октомври 2007 – 29 октомври 2009) (TV-PG)
- Гормити (2009)
- Чудесното гроздово шоу на горилата (1 октомври 1992 – 31 март 2000) (TV-G)
- Страховитите приключения на Били и Манди (2003 – 2011) (TV-Y7-FV)
- Грим и Зъл (2001 – 2002) (TV-Y7), (TV-Y7-FV)
- Гъмби (1 октомври 1992 – 2002) (TV-Y, TV-G)
- .хак//Рутс (2006 – 2007) (TV-Y7-FV)
- Хамтаро (2002 – 2005) (TV-Y)|}